# Jan Kania
Jan Kania (ur. 19 maja 1960 w Lipnikach) – polski muzyk-harmonista, animator kultury kurpiowskiej, instruktor ds. prowadzenia tańca ludowego. Założyciel Kapeli Jana Kani z Lipnik oraz Orkiestry Kurpiowskiej.

## Życiorys
Jest synem Konstantego Kani i Stanisławy z domu Olszewskiej. Pochodzi z rodziny chłopskiej. Z racji tego, że był najmłodszy z rodzeństwa, w wieku 15 lat pozostał na gospodarstwie i pomagał rodzicom w jego prowadzeniu. W tym czasie objawił zainteresowanie muzyką ludową. Namówił ojca na zakup używanej harmonii pedałowej i zaczął się uczyć gry na instrumencie. Jest samoukiem. Nauczył się też zapisu nutowego.
Mąż Zofii z domu Zera oraz ojciec trzech synów i trzech córek.

## Działalność
Wielokrotnie grał na harmonii pedałowej na zabawach wiejskich w Lipnikach i okolicznych wsiach. Współpracuje z wieloma zespołami ludowymi, twórczyniami i twórcami ludowymi oraz instytucjami, głównie Gminnymi Ośrodkami Kultury. W 1980 założył dwuosobową Kapelę Jana Kani, która w latach największego rozwoju grała dla 3 zespołów dziecięcych, jednego zespołu młodzieżowego, jednego pokoleniowego zespołu. Poza tym przewodził 5 grupom śpiewaczym kobiet. W 2004 Kapela Jana Kani zdobyła I miejsce w Ogólnopolskim Festiwalu Kapel i Śpiewaków Ludowych. Reprezentowała Kurpie w Białorusi, Litwie, Niemczech, Włoszech, Francji, Szwajcarii, Ukrainie oraz Rosji. W 2003 Kania występował jako harmonista we Włoszech na Międzynarodowych Targach Turystycznych. W 2004 uczestniczył w Prezentacjach Polskiej Kultury we Francji. W 2009 założył Orkiestrę Kurpiowską.
Jest prowadzącym zespoły: „Serasiniaki” z Serafina, „Młode Kurpie” w Rozogach, „Turoślanie” w Turośli i „Nowe Latko” w Lelisie. Jest instruktorem zespołu Burśtynki” w Klonie oraz współzałożycielem zespołu „Puszcza Zielona” w Łysych, w którym pełnił funkcję kierownika, choreografa oraz instruktora. Tworzy widowiska i gadki, propaguje tradycje regionalne.

## Dyskografia
Jako harmonista pedałowy wystąpił w nagraniach do płyty Etnofonie Kurpiowskie. Tribute to Szymanowski i Skierkowski (2011) projektu Weroniki Grozdew-Kołacińskiej.

## Wyróżnienia
Laureat licznych konkursów regionalnych, festiwali folklorystycznych. Wielokrotnie uczestniczył w Festiwalu Kapel i Śpiewaków Ludowych w Kazimierzu Dolnym i Przeglądach Zespołów Tanecznych w Warszawie. Laureat wyróżnienia (z Mateuszem Dziczkiem oraz Maciejem Bakułą) w kategorii „Mistrz i Uczeń” na 54.Festiwalu Kapel i Śpiewaków Ludowych (2020) oraz nagrody II stopnia (wraz z Dawidem Rolką) w kategorii „Mistrz i Uczeń” na 55.Festiwalu Kapel i Śpiewaków Ludowych (2021). Był też laureatem Ogólnopolskiego Konkursu Zespołów Kurpiowskich w kategorii „soliści i instrumentaliści” (2013).
Otrzymał m.in.
- Nagrodę Prezesa Związku Kurpiów w kategorii „Muzyka i taniec” (2009)[10]
- Doroczną Nagrodę Starosty Ostrołęckiego[11]
- Nagrodę Ministra Kultury i Dziedzictwa Narodowego jako członek Zespołu Śpiewaczego z Turośli (2013)[12]
- Nagrodę im. Oskara Kolberga (2014)[13]
- Nagrodę Marszałka Województwa Mazowieckiego (2015)[14].